# Marc Hottiger
Marc Hottiger (født 7. november 1967 i Lausanne, Schweiz) er en tidligere schweizisk fodboldspiller, der spillede som forsvarsspiller. Han var på klubplan tilknyttet Lausanne Sports og FC Sion i sit hjemland, samt de engelske klubber Newcastle United og Everton.
Hottiger spillede mellem 1989 og 1996 63 kampe og scorede fem mål for det schweiziske landshold. Han repræsenterede sit land ved både VM i 1994 og EM i 1996.